# Sympycnus obscurus
Sympycnus obscurus är en tvåvingeart som beskrevs av Octave Parent 1932. Sympycnus obscurus ingår i släktet Sympycnus och familjen styltflugor. Inga underarter finns listade i Catalogue of Life.